# José Manuel Egea
José Manuel Egea Cáceres (20 de febrero de 1964) es un karateka y político español.

## Biografía
José Manuel Egea pasó su infancia en el barrio de Pan Bendito (Madrid), aunque con el paso del tiempo terminó estableciéndose en Leganés, donde su padre trabajaba en el instituto psiquiátrico.
A los 12 años comenzó a practicar karate en estilo Shitoryu en un gimnasio de Carabanchel, junto con su hermano menor Francisco. Debutó en competición nacional a los 16 años, y tras cumplir la mayoría de edad ingresó en la selección española de karate.
A lo largo de su trayectoria ha ganado seis títulos mundiales campeonatos mundiales de karate en kumite individual (1988, 1990 y 1992) , tres copas mundiales (1985, 1987, 1989 ) el mundial en equipos (1992), tres mundiales junior, así como trece campeonatos de Europa (1983, 1985, 1986, 1988, 1989, 1990..) y 14 campeonatos de España, todos ellos en la categoría de -80 kg. Su carrera deportiva ha sido reconocida con la medalla de oro de la Real Orden del Mérito Deportivo en 1994.
Después de retirarse de la competición, José Manuel ha trabajado como empresario, ha sido accionista en varias empresas, y ha impartido clases de karate. Junto con su hermano Francisco llegó a abrir dos gimnasios: uno en Leganés y otro en Carabanchel.
Por otra parte, fue uno de los actores de la película Veredicto implacable (Mariano Ozores, 1987), considerada una de las precursoras del cine español de artes marciales. Compartió protagonismo con los también karatekas Francisco Egea, José Manuel Galán y Tino Martín.

## Trayectoria política
En las elecciones municipales de 2015 se presentó como número dos en la lista de Ciudadanos para el ayuntamiento de Leganés, por detrás del candidato Jorge Pérez. Su partido obtuvo dos concejales, lo que le permitió asumir el acta municipal. Un año más tarde, Pérez fue apartado de la dirección local del partido y Egea asumió la portavocía en el consistorio.
Cuatro años después, en las municipales de 2019, Egea se presentó como candidato a la alcaldía de Leganés por Ciudadanos. El partido quedó en quinta posición con tres concejales.

## Premios, reconocimientos y distinciones
| Distinción                                       | Año  |
| ------------------------------------------------ | ---- |
| Medalla de Oro - Real Orden del Mérito Deportivo | 1994 |

Campeonatos del mundo
Por equipos:
Medalla de bronce-Holanda 1984
Medalla de bronce-Egipto 1988
Medalla de bronce-México 1990
Medalla de oro-Granada 1992
Individual:
Medalla de bronce-Australia 1986
Medalla de bronce open-Australia 1986
Medalla de bronce-Egipto 1988
Medalla de oro open-Egipto 1988
Medalla de oro-México 1990
Medalla de oro-Granada 1992
Copas del mundo
Individual:
Medalla de oro-Hungría 1985
Medalla de oro-Hungría 1987
Medalla de oro-Hungría 1989
Campeonatos del mundo junior
Por equipos:
Medalla de oro-Bélgica 1983
Medalla de plata-Italia 1984
Medalla de oro-España 1985
Individual:
Medalla de oro-Bélgica 1983
Medalla de plata-España 1985
Campeonatos del mundo senior
Por equipos:
Medalla de bronce-Noruega 1985
Medalla de oro-España 1986
Medalla de plata-Austria 1990
Medalla de oro-Alemania 1991
Medalla de bronce-Holanda 1992
Individual:
Medalla de oro open-España 1983
Medalla de bronce-Francia 1984
Medalla de oro-Noruega 1985
Medalla de oro-Espa–a 1986
Medalla de oro-Escocia 1987
Medalla de oro-Italia 1988
Medalla de plata open-Italia 1988
Medalla de oro-Yugoslavia 1989
Medalla de oro-Austria 1990
Otros campeonatos de interés
Open de Japón: Medalla de oro
Open de París: Medalla de oro
Open de EE. UU.: Medalla de oro
Open Villa de Madrid: Medalla de oro
8 veces Campeón del Mundo, 
13 veces Campeón de Europa, 
14 veces Campeón de España,
Y multitud de Campeonatos internacionales,
```
Con un total de 50 medallas de oro en competiciones nacionales e internacionales, además de muchas otras de plata y bronce,
Todavía ostenta el récord de títulos deportivos en artes marciales a nivel mundial,
Tiene el mejor Palmarés de la historia deportiva del karate,
Medalla de Oro de la Real Orden al Mérito Deportivo, y 7 premios nacionales de deportes,
El Comité Olímpico Internacional le otorgó el premio al mejor deportista de élite de artes marciales del siglo.
```